# Баринов, Николай Михайлович
Никола́й Миха́йлович Ба́ринов (11 [24] марта 1914, с. Наумово, Нижегородская губерния — 25 февраля 1983, г. Бор, Нижегородская область) — Герой Советского Союза.

## Биография
Николай Михайлович Баринов родился 11 (24) марта 1914 года в селе Наумово (ныне Бутурлинского района Нижегородской области) в семье крестьянина-бедняка.
В 1931 году окончил пять классов неполной средней школы.
С 1932 по 1934 год учился в Семёновском деревообрабатывающем техникуме. После окончания второго курса был направлен в Кувакинский район Чувашской АССР, где два года работал председателем лесопромысловой артели.
В апреле 1936 году был призван в РККА Кувакинским райвоенкоматом, проходил военную службу в стрелковой дивизии на Дальнем Востоке.
Летом 1938 года помощник командира стрелкового взвода 95-го стрелкового полка, младший командир Николай Баринов принимал участие в боях с японскими войсками у озера Хасан.
Отличился в ночной атаке 6 августа 1938 года, в которой уничтожил несколько солдат противника.
Несколько раз ходил на штурм сопок Безымянной и Заозёрной. Вступил в рукопашную схватку, в которой заколол штыком двух японских солдат и спас жизнь красноармейцу Комарницыну, был ранен, но поле боя не оставил.
В атаке 10 августа 1938 года одним из первых достиг японских позиций.
Указом Президиума Верховного Совета СССР от 25 октября 1938 года Николаю Михайловичу Баринову было присвоено звание Героя Советского Союза.
В 1938 году Баринов был направлен на учёбу в Сталинградское военно-авиационное училище, которое окончил в 1940 году и был оставлен лётчиком-инструктором.
В 1939 году вступил в ВКП(б).
В 1945 году Н. М. Баринов окончил высшую офицерскую школу и служил в должности командира штурмовой авиационной эскадрильи 672 штурмового авиационного полка..
В августе 1946 года по состоянию здоровья был уволен в запас, жил в Горьком. Работал на Борском стекольном заводе. Пенсионер союзного значения.
Скончался 25 февраля 1983 года.

## Награды
- Медаль «Золотая Звезда»  (25.10.1938)[3]
- Орден Ленина (25.10.1938)[3]
- орден Отечественной войны I степени
- Медаль За боевые заслуги (06.05.1946)[3]
- Медаль За победу над Германией в Великой Отечественной войне 1941—1945 гг. (09.06.1945)[3]

## Память
- Мемориальная доска — на аллее Славы 32-й стрелковой дивизии, открытой 5 мая 1985 года в парке Победы Омска
- В г. Бор Нижегородской области именем Н.М. Баринова названа улица, на доме, где он жил (ул. Баринова, 5), установлена мемориальная доска.